# Bevoor, Kudligi
Bevoor là một làng thuộc tehsil Kudligi, huyện Bellary, bang Karnataka, Ấn Độ.